# Balch
Balch, dříve znám jako Baktra, byl kdysi důležitým centrem středoasijské oblasti, než byl zničen Mongoly. Byl hlavním městem Baktrie a později i Řecko-baktrijského království. Dnes Balch leží ve stejnojmenné provincii na severu Afghánistánu, asi 20 kilometrů severozápadně od hlavního města provincie Mazár-e Šaríf. Dnes je Balch malé městečko, ve starověku však býval význačné obchodní centrum hedvábné cesty. Toto místo bylo zprvu ovládáno Řeky, později Skyty a skyto-řeckými vládci. Vlivy středoasijského buddhismu a umění povyšovaly Baktru na vyhlášené centrum obchodu, umění a kultury. Předmětem starověkého obchodu bylo pandžšírské stříbro, tyrkys, lapis lazuli, hedvábí, sklo, velbloudí stáda, spinel z badachšánu a další komodity.